# みんなひとり
「みんなひとり」は、2006年11月29日に発売された松たか子の20枚目のシングル。

## 解説
自身の主演のフジテレビ系火9ドラマ『役者魂!』主題歌。
竹内まりやが楽曲・プロデュースを手掛け後にセルフカバーしており、ら、松もコーラスで参加している。

## チャート成績
ドラマタイアップにより、松自身2004年9月1日に発売した「時の舟」以来2年ぶりのオリコンチャートTOP10入りを果たした。

## メディアでの披露
『2006 FNS歌謡祭』（フジテレビ系）、『ミュージックステーション』（テレビ朝日系）などでテレビ披露された。

## 収録曲
特記以外作詞・作曲:松たか子　編曲:佐橋佳幸
1. みんなひとり
  - 作詞・作曲:竹内まりや　編曲:村山晋一郎
2. 幸せの呪文
3. now and then
4. みんなひとり（Instrumental）

## 主なカバー
- 竹内まりや（2007年、アルバム『Denim』）（2008年、アルバム『Expressions』）
- 松浦亜弥（2010年、アルバム『Click you Link me』）